# Ielizaveta Tichtchenko
Pour les articles homonymes, voir Tichtchenko.
Ielizaveta Ivanovna Tichtchenko (en russe : Елизавета Ивановна Тищенко) est une ancienne joueuse russe de volley-ball née le 7 février 1975 à Kiev (Ukraine). Elle mesure 1,90 m et jouait au poste de centrale.

## Biographie
Ielizaveta Tichtchenko fait partie de l'équipe de Russie de volley-ball féminin médaillée d'argent aux Jeux olympiques d'été de 2000 à Sydney et aux Jeux olympiques d'été de 2004 à Athènes.

## Clubs
| Club                       | De        | À         |
| -------------------------- | --------- | --------- |
| Ouralotchka Iekaterinbourg | 1990-1991 | 1994-1995 |
| NEC Red Rockets            | 1995-1996 | 1996-1997 |
| OK Dubrovnik               | 1997-1998 | jan 1999  |
| Sassuolo Volley            | jan 1999  | 1998-1999 |
| Ouralotchka Iekaterinbourg | 1999-2000 | 2003-2004 |
| 1. VC Wiesbaden            | 2004-2005 | 2004-2005 |
| VBC Cheseaux               | 2007-2008 | 2010-2011 |
| VBC Cossonay               | 2012-2013 | 2012-2013 |

## Palmarès

### Équipe nationale
- Jeux olympiques
  -  2000 à Sydney.
  -  2004 à Athènes.

- Championnat d'Europe (3)
  - Vainqueur : 1993, 1997, 1999
  - Finaliste : 2001

- Grand Prix mondial (3)
  - Vainqueur : 1997, 1999, 2002
  - Finaliste : 1998, 2000, 2003

- Coupe du monde
  - Finaliste : 1999

- World Grand Champions Cup (1)
  - Vainqueur : 1997
  - Finaliste : 2001

### Clubs
- Ligue des champions (1)
  - Vainqueur :1998

- Championnat d'URSS (1)
  - Vainqueur : 1991

- Championnat de Russie (9)
  - Vainqueur : 1992, 1993, 1994, 1995, 2000, 2001, 2002, 2003, 2004

- Championnat du Japon (4)
  - Vainqueur : 1997
  - Finaliste : 1996

- Championnat de Croatie (1)
  - Vainqueur : 1998

### Distinctions individuelles
- Grand Prix mondial de volley-ball 1997 : Meilleure attaquante.
- Grand Prix mondial de volley-ball 1999 : Meilleure attaquante.
- Championnat d'Europe de volley-ball féminin 1999 : Meilleure attaquante et meilleure contreuse.
- Grand Prix mondial de volley-ball 2001 : Meilleure attaquante.
- World Grand Champions Cup féminine 2001 : Meilleure attaquante[1].
- Championnat d'Europe de volley-ball féminin 2001 : Meilleure attaquante.
- Grand Prix mondial de volley-ball 2002 : Meilleure attaquante.
- Championnat du monde de volley-ball féminin 2002 : Meilleure attaquante[2].
- Grand Prix mondial de volley-ball 2003 : Meilleure attaquante.
- Championnat d'Europe de volley-ball féminin 2003 : Meilleure attaquante.